# Altînivka, Kroleveț
Altînivka (în ucraineană Алтинівка) este o comună în raionul Kroleveț, regiunea Sumî, Ucraina, formată numai din satul de reședință. În secolul al XIX-lea, satul făcea parte din volostul Altînivka, uezdul Kroleveț.

## Demografie
Componența lingvistică a comunei Altînivka
     Ucraineană (97,68%)
     Rusă (2,26%)
     Alte limbi (0,06%)
Conform recensământului din 2001, majoritatea populației comunei Altînivka era vorbitoare de ucraineană (97,68%), existând în minoritate și vorbitori de rusă (2,26%).